# Kedestes niveostriga
Kedestes niveostriga là một loài bướm ngày thuộc họ Hesperiidae. Nó là loài duy nhất được tìm thấy ở the Cederberg in the Western Cape.
Sải cánh dài 31–35 mm đối với con đực và 33–36 mm đối với con cái. Con trưởng thành bay từ tháng 9 đến tháng 11 và from tháng 2 đến tháng 4 làm hai đợt. Subspecies schloszi is on wing từ tháng 12 đến tháng 4.
Ấu trùng ăn Imperata cylindrica và Pennisetum macrourum.

## Phụ loài
- Kedestes niveostriga niveostriga (southern và miền đông slopes of East Cape mountains, tây nam Lesotho và Kwazulu-Natal midlands)
- Kedestes niveostriga schloszi Pringle & Schlosz, 1997 (Riviersonderend Mountains in West Cape)